# Élections législatives djiboutiennes de 2023
Les élections législatives djiboutiennes de 2023 ont lieu le 24 février 2023 afin de renouveler les 65 membres de l'Assemblée nationale de Djibouti. 
Le scrutin est organisé comme les précédents dans un contexte de restriction des libertés fondamentales et de répression de l'opposition. Outre l'Union pour la majorité présidentielle (UMP) dirigé par le président Ismaïl Omar Guelleh, un seul parti d'opposition, l'Union pour la démocratie et la justice, est admis à concourir. L'UMP l'emporte ainsi sans surprise et conserve une large majorité des sièges à l'assemblée.

## Contexte

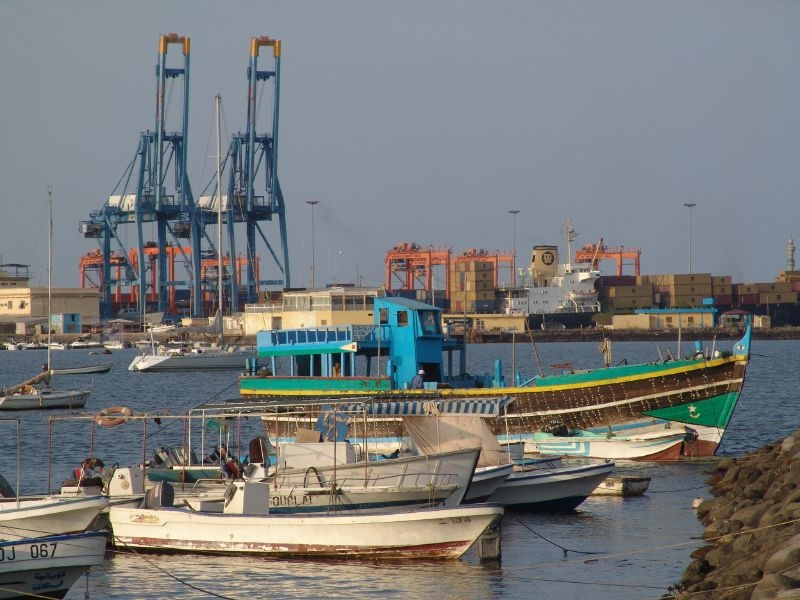
Port de Djibouti

Les élections législatives de février 2018 sont largement remportées par l'Union pour la majorité présidentielle (UMP) du président Ismaïl Omar Guelleh — au pouvoir depuis 1999 —, dans un contexte de boycot du scrutin par une large part de l'opposition,. La politique de « musellement de l'opposition » menée par Ismaïl Omar Guelleh s'intensifie, de même que les restrictions faites aux libertés civiles et les arrestations arbitraires. Soumis à des pressions et des menaces constantes, la plupart des partis d'opposition sont forcés de mettre fin à leurs activités. En 2022, Djibouti possède ainsi un indice de démocratie de 2,74 sur 10,.
En tant que plate-forme de correspondance portuaire, Djibouti est par ailleurs confronté courant 2022 à un ralentissement économique, les échanges de marchandises ayant été ralentis par l'invasion de l'Ukraine par la Russie et surtout par la Guerre du Tigré en Éthiopie voisine. La région est également affectée par une importante sécheresse. Forcé d'intervenir dans l'économie, le gouvernement fait face à un triplement du service de la dette qui le contraint à interrompre « temporairement » le paiement d'une partie de sa dette extérieure. Si la croissance baisse de 4,3 % en 2021 à 3,6 % en 2022, les prévisions sont néanmoins à la hausse, avec 5,3 % en 2023 et 6,2 % en 2024 selon la Banque mondiale,.
Les élections ont également lieu dans le contexte de la succession présidentielle à venir. Âgé de 75 ans en 2023, Ismaïl Omar Guelleh dépasse en effet cette année là la limite d'âge imposée par la constitution. Sa candidature à la prochaine élection présidentielle, prévue en 2026, serait par conséquent inconstitutionnelle à moins d'une révision de la constitution, ce dont il affirme ne pas avoir l'intention de mettre en œuvre. Les rumeurs sur l'état de santé du président amènent la population à spéculer sur son successeur dans le cadre d'une répétition attendue des évènements de 1999, qui avaient vu l'ancien président Hassan Gouled Aptidon opérer une transition pacifique du pouvoir en faveur d'Ismaïl Omar Guelleh

## Système électoral
Djibouti est doté d'un parlement monocaméral, l'Assemblée nationale, composée de 65 sièges pourvus pour cinq ans au scrutin proportionnel plurinominal avec listes bloquées dans cinq circonscriptions plurinominales dotées de 3 à 35 sièges en fonction de leur population. Soit Djibouti-Ville, 35 députés ; Dikhil, 11 députés ; Tadjourah, 6 députés ; Ali-Sabieh, 6 députés ; Obock, 4 députés et Arta, 3 députés. Après attribution dans chaque circonscription d'une prime majoritaire de 80 % des sièges au parti arrivé en tête, les 20 % restants sont répartis aux autres partis s'ils ont franchit le seuil électoral de 10 % des suffrages exprimés. Si aucune liste n'a franchi ce seuil, la liste arrivée en tête remporte la totalité des sièges de la circonscription.
Bien que le scrutin soit de « nature proportionnelle », la très forte prime majoritaire de 80 % des sièges attribuée à la liste arrivée en tête le rend « à finalité majoritaire ». Ce mode de scrutin, institué à la suite de la modification en 2012 de l'article 33 de la loi électorale, a été utilisé pour la première fois lors des élections de 2013. Auparavant, la liste arrivée en tête recevait l'intégralité des sièges de la circonscription. Depuis 2018, un quart des sièges sont réservés aux femmes, soit seize députées.

## Campagne
La campagne électorale s'étend officiellement du 10 au 22 février 2023,. Outre l'UMP, seuls trois autres partis déposent des listes en vue des élections :  l'Union pour la démocratie et la justice (UDJ) dirigée par Ilaya Ismaèl Guedi, l'Alliance des mouvements pour l'alternance démocratique (AMAD) dirigée par Ahmed Mohamed Youssouf, et le Centre démocrate unifié (CDU) d'Omar Elmi Khaireh. Seule l'UMP présente cependant des candidats dans l'ensemble des circonscriptions, tandis que les listes de l'AMAD et du CDU sont finalement rejetées pour irrégularités par le ministère de l'Intérieur. Restée seule en lice face au parti présidentiel, l'UDJ présente des candidats dans les circonscriptions de Djibouti-ville et d'Arta,.
Les autres partis d'oppositions, dont le Mouvement pour le renouveau démocratique (MRD) et l'Alliance Républicaine pour le Développement (ARD), décident quant à eux de boycotter le scrutin, qu'ils qualifient de « mascarade ».

## Résultats
|                          |                                              |         |       |      |        |               |  |  |  |
| Parti                    | Parti                                        | Voix    | %     | +/-  | Sièges | +/-           |  |  |  |
|                          | Union pour la majorité présidentielle (UMP)  | 159 658 | 93,68 | 5,85 | 58     | 1             |  |  |  |
|                          | Union pour la démocratie et la justice (UDJ) | 10 772  | 6,32  | 4,60 | 7      | 2             |  |  |  |
|                          |                                              |         |       |      |        |               |  |  |  |
| Votes valides            | Votes valides                                | 170 430 |       |      |        |               |  |  |  |
| Votes blancs et nuls     |                                              |         |       |      |        |               |  |  |  |
| Total                    | Total                                        |         | 100   | –    | 65     | en stagnation |  |  |  |
| Abstentions              |                                              |         |       |      |        |               |  |  |  |
| Inscrits / participation | Inscrits / participation                     | 230 295 | 75,90 |      |        |               |  |  |  |

## Analyse
L'Union pour la majorité présidentielle (UMP) remporte sans surprise les élections et la quasi-totalité des sièges. L'Union pour la démocratie et la justice (UDJ) parvient à en remporter sept sur les trente cinq en jeu dans la circonscription de Djibouti-ville, mais aucun dans celle d'Arta où l'UMP remporte les trois sièges à pourvoir. L'UMP remporte par ailleurs la totalité des vingt sept sièges des autres circonscriptions, en l'absence d'opposants,.
La neuvième législature nouvellement élue se réunit le 5 mars pour sa session inaugurale, au cours de laquelle l'ancien Premier ministre Dileita Mohamed Dileita est élu à la présidence de l'assemblée à l'unanimité des voix. Il remplace ainsi Mohamed Ali Houmed.